# Pulau Kundur
Pulau Kundur är en ö i Indonesien. Den ligger i provinsen Kepulauan Riau, i den västra delen av landet, 900 km norr om huvudstaden Jakarta. Arean är 315 kvadratkilometer.
Terrängen på Pulau Kundur är mycket platt. Öns högsta punkt är 117 meter över havet. Den sträcker sig 29,1 kilometer i nord-sydlig riktning, och 18,8 kilometer i öst-västlig riktning.